# Héroïnes (recueil)
 (janvier 2016).
Si vous disposez d'ouvrages ou d'articles de référence ou si vous connaissez des sites web de qualité traitant du thème abordé ici, merci de compléter l'article en donnant les références utiles à sa vérifiabilité et en les liant à la section « Notes et références ».
Pour les articles homonymes, voir Héroïnes (homonymie).
Héroïnes est un recueil des manuscrits et tapuscrits des Héroïnes de Claude Cahun, rédigés entre 1920 et 1924, puis édités en 2006 aux éditions Mille et une nuits sous la direction de François Leperlier.  (ISBN 2-84205-927-1)

## Sommaire

### Aurige, première partie du chapitre 4 d'Aveux non avenus(Édition de Carrefour, 1930).
- L'Androgyne, héroïne entre les héroïnes

### Héroïnes, in Mercure de France,no639,1erfévrier 1925.
- Eve la trop crédule
- Dalila, femme entre les femmes
- La sadique Judith
- Hélène la rebelle
- Sapho l'incomprise
- Marguerite, sœur incestueuse
- Salomé la sceptique

### Héroïnes, in Le journal littéraire, n°45, 28 février 1925.
- Sophie la symboliste

### Textes non publiés du vivant de l'auteur.
- L'allumeuse (Pénélope irrésolue)
- Marie
- Cendrillon, l'enfant humble et hautaine
- L'épouse essentielle ou la Princesse inconnue
- Salmacis la suffragette
- Celui qui n'est pas un héros